# IC 1772
IC 1772 је галаксија у сазвјежђу Рибе која се налази на листи објеката дубоког неба у Индекс каталогу.
Деклинација објекта је + 7° 44' 44" а ректасцензија 2h 2m 42,8s. Привидна величина (магнитуда) објекта IC 1772 износи 13,6 а фотографска магнитуда 14,6. IC 1772 је још познат и под ознакама MCG 1-6-33, PGC 7781.